# Ронан Парк
Ронан Дейвид Парк (роден на 8 август 1998) е английски певец от Порингленд, Норфолк, Великобритания.
Става подгласник (II място) в петия сезон на предаването „Великобритания търси талант“ (Britain's Got Talent), въпреки че е фаворитът на букмейкърите. След края на шоуто Ронан подписва договор със Сони Мюзик (Sony Music.) На 24 октомври 2011 е издаден дебютният му албум Ronan Parke.

## Личен живот
Ронан Парк е роден в Норич, малко градче в Норфолк, с родители Маги и Тревор Парк. Има по-голям брат – Деклан. Семейството му е близко със семейството на бившия играч на Норич сити – Браян Гън (Bryan Gunn), чиято дъщеря помага на Ронан да попълни формуляра си за кандидатстване във „Великобритания търси талант“. Дълго време преди да добие смелостта да се запише за участие, Ронан взима уроци по пеене у дома. Ронан учи в гимназия „Фрамингъм Ърл“ в Норфолк.
Парк е хомосексуален.

## Кариера

### 2011: „Великобритания търси талант“
Ронан се явява на прослушване за „Великобритания търси талант“ в Лондон пред съдиите Аманда Холдън (Amanda Holden), Майкъл Макинтайър (Michael McIntyre) и Луис Уолш (Louis Walsh), който замества Дейвид Хаселхоф (David Hasselhoff). На прослушването Ронан изпълнява „Feeling Good“ и още преди края на песента всички 2500 души в залата и тримата съдии го аплодират на крака. След изпълнението си той получава възторжени коментари и три гласа „да“, които го класират на следващия кръг. Луис Уолш заявява, че Ронан е този, когото другите трябва да победят („is the one to beat“) След излъчването на шоуто на 30 април 2011 Ронан бързо става фаворит за спечелването на £100 000 (наградата във „Великобритания търси талант“). Няколко седмици по-късно, Ронан се класира на полуфинали.
На полуфинала (на 30 май 2011) Ронан изпълнява „Make You Feel My Love“ на Боб Дилън (Bob Dylan). След изпълнението си дванадесет годишният Парк получава похвала и от четиримата съдии – Дейвид Хаселхоф, който не присъства на първото прослушване на Ронан, Макинтайър, Холдън и Саймън Коуел (Simon Cowell), който е съдия само на живите финали. Същата вечер Ронан Парк получава най-висок процент от зрителския вот и с това се класира на финала.
На финала на 4 юни 2011 Ронан Парк изпълнява „Because of You“ на Кели Кларксън (Kelly Clarkson) и отново изправя на крака публика и съдии, от които получава похвала за добрата интерпретация на песента. Саймън Коуел се съгласява с Луис Уолш, който още на прослушването казва, че Ронан е най-вероятният победител. Уолш, който е в публиката за финала, казва, че е настръхнал по време на изпълнението на песента. Въпреки това Ронан губи на финала от Джай Макдауъл (Jai McDowall) с разлика от 2,6% от зрителския вот.

#### Спорове
По време на шоуто се появяват твърдения, че Саймън Коуел е подготвял Парк две години преди той да участва във „Великобритания търси талант“. И двамата отричат да са се срещали някога преди шоуто. На един полуфинал, излъчен на 3 юни 2011, Коуел казва: „Има твърдения... в Интернет, че Ронан Парк има предварителен договор с моята звукозаписна агенция, че съм го срещал преди, и че съм го подготвял за шоуто. Всичко това е лъжа! Първият път, когато срещнах Ронан, беше, когато той се появи в шоуто. Той е само на 12 години, това е преднамерена компрометираща кампания срещу него и срещу шоуто. Мое задължение, като работещ в тази телевизия, да се уверя, че който и да е този лъжец, лъжата му е разкрита. Ронан се третира по същия начин както всички останали и публиката ще е тази, която ще реши.“ Коуел се обажда в полицията, за да открият източника на историята, който твърди, че е от Sony Music UK. По-късно разследването е спряно, а говорител на Скотланд Ярд заявява, че е възможно слуховете да са пуснати с цел увеличаване на рейтингите на „Великобритания търси талант“.
През юли 2011 анонимният блогър, отговорен за слуховете, се извинява и признава, че си е измислил цялата история. Той е предупреден от полицията и е заставен да се извини на Саймън Коуел.

### 2011: Дебютен албум
Два дни след финала на „Великобритания търси талант“ е обявено, че от Sony Music са предложили на Ронан Парк договор на стойност един милион паунда (£1 000 000). Същия ден е съобщено, че Саймън Коуел се е надявал, Ронан да направи дует с Джаки Еванчо (Jackie Evancho), но за такива планове не се съобщава.
Ронан участва в турнето на „Великобритания търси талант“ (the Britain's Got Talent Live Tour 2011) и пее из цяла Великобритания. То започва на 12 юни 2011 в Нюкасъл (Newcastle Metro Radio Arena) и приключва на 20 юни в Борнмаут (Bournemouth BIC). По време на него Ронан пее и трите песни, с които участва в шоуто, а „Make You Feel My Love“ изпълнява заедно с пианиста Пол Гбегдаже (Paul Gbegbaje). Обявено е, че младият Парк ще получи 30 000 паунда за трите изпълнения, което е два пъти повече от заплащането на победителя Джай Макдауъл.
Ронан Парк се появява в Royal Norfolk Show на 30 юни, за да поздрави феновете си и да раздаде автографи. Той участва в така наречената „Hamilton Park Racecourse family night“ на 9 юли, като замества Джо Макелдри (Joe McElderry). На „T4 on the Beach„, на 10 юли, Ронан пее пред публика от повече от 50 000 души. Той изпълнява „Forget You“ на Cee Lo Green. На сцената го представя Дейвид Хаселхоф.
На 7 юли 2011 вестник „The Sun“ съобщава, че Ронан е подписал съвместен договор със Sony Music и друг издател. Все още не е потвърдена стойността на договора.
Албумът „Ronan Parke“ е издаден в Обединеното кралство на 20 октомври 2011 г.
На 28 юли 2011 Ронан качва видео в YouTube, на което изпълнява кавър на песента на Лейди Гага (Lady Gaga) „The Edge of Glory“. Страницата му във Фейсбук твърди, че всяка седмица, ще бъде качвано ново видео, като част от поредица, наречена „Ронан пее“ (Ronan Sings). Във второто видео, качено на 10 август, Ронан изпълнява „Make You Feel My Love“ на Боб Дилън. Амазон (Amazon) също показва ексклузивно видео на страницата за предварителна поръчка на албума „Ronan Parke“. На видеото Парк изпълнява „Forget You“. Ново видео с изпълнението на „Jar of Hearts“ на Кристина Пери (Christina Perri) е качено на 6 септември 2011.
Ронан Парк обявява първия си концерт – в родния му град в Норфолк. Пее две поредни вечери (22 – 23 октомври 2011) в Potters Leisure Resort, Hopton-on-Sea. През август участва в Xscape в Касълфорд, Западен Йоркшир (Castleford, West Yorkshire). На концерта в почит на Майкъл Джексън (Michael Jackson) на 28 август 2011 в Blackpool Opera House, Ронан изпълнява „Forget You“, „Ben“ и „Smile“.
Във Facebook Ронан обявява, че „A Thousand Miles“ на Ванеса Карлтън (Vanessa Carlton) ще бъде първият сингъл от албума му. Клип на песента излиза на 14 септември 2011.

### 2012: Напускане на „Epic Records“
Според някои сведения на 3 май 2012 г. „Epic records" и „Syco“ изоставят Парк. Официалният сайт на Ронан разпространява съобщение, отричащо твърденията, че е бил „изоставен“, но потвърждаващо напускането на „Sony“. На 19 май майка му разкрива, че Ронан работи по „EP“ (Extended Play – записи на повече от една песен, но не цял албум), който ще бъде пуснат през лятото. На 6 август Ронан Парк официално представя новия си сингъл „We Are Shooting Stars“. Следват четири други версии на песента. През декември Ронан издава нов „EP“ заедно със състезателя от „Великобритания търси талант“ Люсиел Джонс (Luciel Johns). Записите включват и съвсем новия сингъл „Not Alone This Christmas“. „EP“-то е издадено дигитално и на физически носител чрез независим уебсайт.
На новогодишното шоу на китайската телевизия CCTV на 31 декември 2012 на живо от Пекин Ронан изпълни Feeling Good пред телевизионна публика оценена на 700 милиона зрители.

### 2013: Втори албум – „Evolution“
На 19 април 2013, чрез профилът си в сайта за видеосподеляне YouTube, Ронан Парк обявява, че работи по нов аблум, който ще излезе през същата година заедно с нов сингъл. По-късно е обявено, че новият сингъл се казва „Move“. Пуснат е в iTunes през юли 2013. На 27 август Ронан разкрива заглавието на новия си албум – „Evolution“ и факта, че ще бъде издаден през есента на 2013 на специално събитие в Лондон.

## Дискография

### Албуми
| Заглавие    | Детайли за албума                                                                          | Най-висока позиция |
| Заглавие    | Детайли за албума                                                                          | UK                 |
| ----------- | ------------------------------------------------------------------------------------------ | ------------------ |
| Ronan Parke | - Дата на издаване: 24 октомври 2011 - Издател: Syco Music - Формати: CD, digital download | 22                 |
| Evolution   | - Дата на издаване: есен 2013 - Издател: AD Records - Формати: CD, digital download        | -                  |

### Хитове
| Година | Песен                                              | Най-висока позиция | Най-висока позиция | Най-висока позиция | Албум       |
| Година | Песен                                              | UK                 | IRL                | SCO                | Албум       |
| ------ | -------------------------------------------------- | ------------------ | ------------------ | ------------------ | ----------- |
| 2011   | „A Thousand Miles“                                 | –                  | –                  | —                  | Ronan Parke |
| 2012   | „We Are Shooting Stars“                            | –                  | –                  | —                  | Evolution   |
| 2012   | „Not Alone This Christmas“ (заедно с Luciel Johns) | –                  | –                  | —                  | Evolution   |
| 2013   | „Move“                                             | –                  | –                  | —                  | Evolution   |